# Frioul-Inseln
Die Frioul-Inseln (französisch Îles du Frioul) sind eine Inselgruppe, die vier Kilometer westlich der französischen Hafenstadt Marseille im Mittelmeer liegt. Sie bilden das Quartier Les Îles im 7. Arrondissement von Marseille.

## Geografie

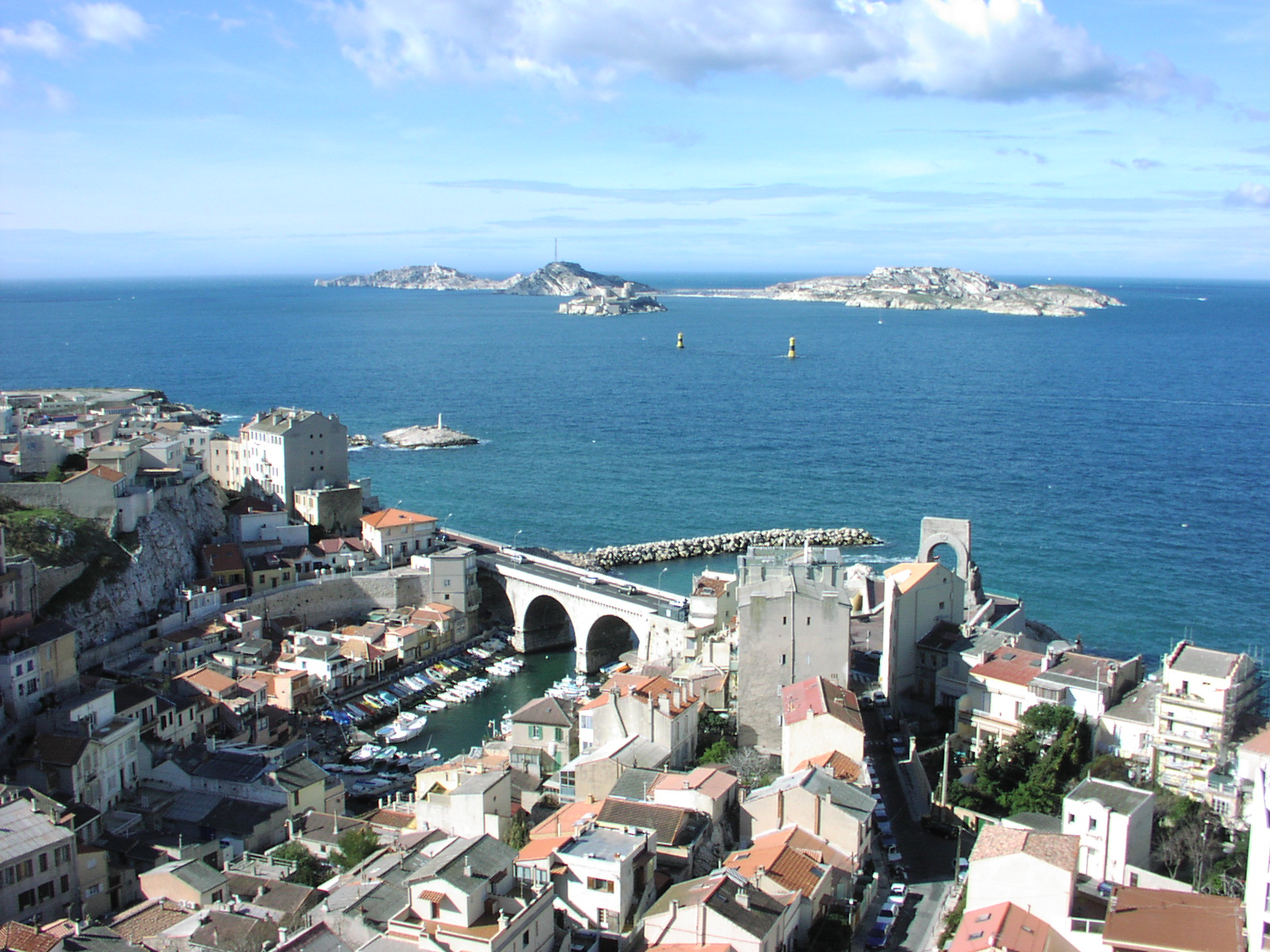
Pomègues (links), Ratonneau (rechts), dazwischen der Damm. Vor der Digue die Festung von If.

Die Inselgruppe besteht aus den folgenden vier Inseln: 
- Pomègues im Süden,
- Ratonneau im Norden,
- Île d’If im Osten der beiden Hauptinseln und
- Tiboulen im Westen von Ratonneau, die kleinste der Inseln.

Die Einwohnerzahl beträgt etwa 150 und die Fläche etwa 200 ha.
Pomègues ist 2,7 km und Ratonneau ist 2,5 km lang. Die höchste Erhebung liegt mit 89 m auf Pomègues. Tiboulen ist die provencalische Bezeichnung für Petit bout d’île, was so viel wie Inselzipfel oder Inselstückchen bedeutet. Auf der Île d’If, im damaligen Gefängnis Château d’If, spielen Teile des Romans Der Graf von Monte Christo von Alexandre Dumas. 

## Geschichte
Die Inseln wurden im 18. Jahrhundert während einer Pestepidemie (1720) als Quarantänestation für Anreisende seitens der Stadt Marseille genutzt. Die Gewässer und die Landschaften des Archipels wurden 2002 vom Stadtrat Marseilles zum Parc Maritime des Îles du Frioul, einer Art Naturschutzgebiet erklärt. Camping und offenes Feuer sind damit untersagt. Zahlreiche Touristen und vor allem Taucher besuchen die Inseln, die lediglich 15 Bootsminuten vom Hafen entfernt liegen.
Die Inseln Pomègues und Ratonneau sind mit dem Damm Digue de Berry – oder nach dem Herzog von Berry auch Berry-Deich genannt – miteinander verbunden. Das Bauwerk wurde in den Jahren 1822 bis 1824 im Auftrag der französischen Regierung nach den Plänen von Michel-Robert Penchaud (1772–1833), Architekt der Stadt Marseille und des Départements Bouches-du-Rhône errichtet. 
Anlass für die Konstruktion war eine um 1820 in den am Mittelmeer gelegenen Städten ausgebrochene Gelbfieberepidemie. Von dieser bis dahin unbekannten Krankheit war auch die Handelsstadt Marseille betroffen. Der Damm, eine Art Bollwerk, hinter dem der Hafen Dieudonné, ein etwa 25 ha großes Quarantänebecken, gebildet wurde und ein Krankenhaus errichtet wurde, sollte die Gefahr einer neuerlichen Seuche abwehren, wie sie hundert Jahre zuvor in Form der Pest über die Stadt gekommen war. Heute Port Frioul genannt, wird dieser Hafen, in dem auch die Versorgungsschiffe an- und ablegen, überwiegend von Seglern genutzt.
Das ebenfalls von Michel-Robert Penchaud auf Ratonneau geplante Krankenhaus sollte eine vorbildliche sanitäre Einrichtung mit einem für die damalige Zeit geradezu radikalen Hygiene-Niveau werden, das alle Infektionsgefahren abwehren und deshalb auch einer einem Gefängnis ähnelnden Ordnung unterliegen sollte. Die Lage war insofern ideal, als Pomègues und Ratonneau vor Marseille liegen und das benachbarte Château d’If ohnehin Gefängnis war. Das nach Maria Karoline von Neapel-Sizilien, der Ehefrau des Duc de Berry benannte Hôpital Caroline wurde nach fünfjähriger Bauzeit 1828 eröffnet. 
Später wurde es von der Armee übernommen, die es als Zwischenlager für die in den nordafrikanischen Kolonien agierenden Soldaten nutzte. Heute dient das ehemalige Krankenhaus während der Sommersaison für Ausstellungen und andere kulturelle Veranstaltungen.

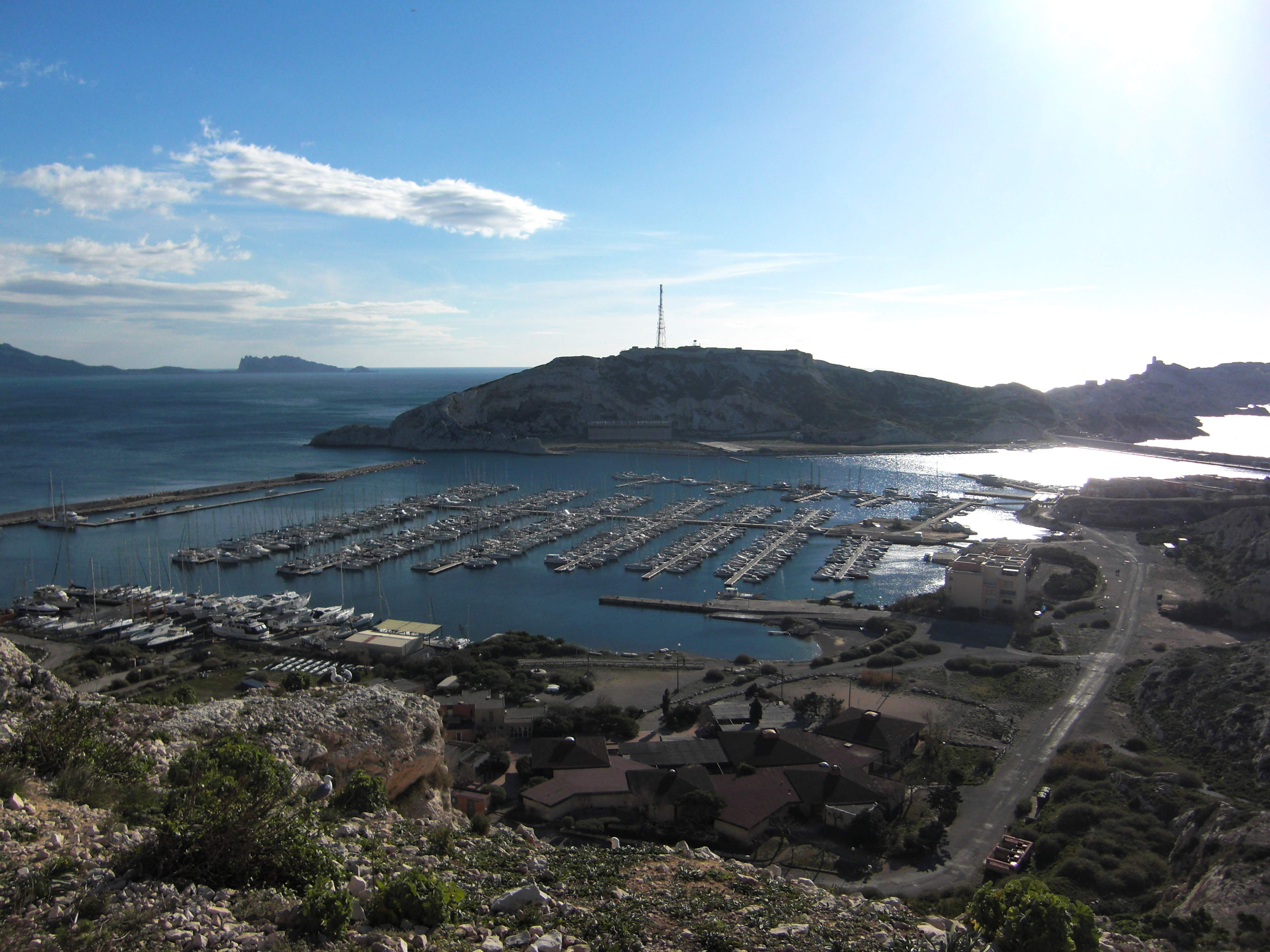
Blick auf den Port Frioul, Île de Ratonneau